# 第2軍 (德國國防軍)
第2軍（德語：II. Armeekorps）是二战期间德国陆军的一个军。第2军于1934年10月1日在第2军区的斯德丁组建。曾參與對波蘭、法國和蘇聯的戰鬥。1944年底，第2軍在库尔兰被包围直到战争结束。

## 编制
不同时期的部队编制包括：
1939年（九月）
- 军团工作人员和总部
  - 第402军信号部队
  - 第42军宣传营
  - 第402军补给部队
  - 第402野战宪兵队
- 第3步兵师
- 第32步兵师
- 第二炮兵司令部

1940（五月）
- 兵团司令部
  - 第42军信号营
  - 第402军测绘排
  - 第402信使小队
  - 第402野战哨所排
  - 第402补给营
  - 第402宪兵排
  - 第11侦察中队第1重型侦察飞行队（隶属于德国空军）
  - 第3重型侦察飞行队，第21侦察中队（隶属于德国空军）
  - 第13防空团第1营（隶属于德国空军）
  - 第86轻型防空营（隶属于德国空军）
- 第7装甲师
- 第12步兵师
- 第32步兵师
- 第263步兵师
- 第525重型反坦克营
- 第二炮兵司令部
  - 第501炮兵司令部
  - 第32炮兵测量营
  - 第38重炮团2营
  - 第39重炮团2营
  - 第436重炮营
- 第45工兵营
- 第45浮桥工兵纵队
- 第178浮桥工兵纵队
- 第402浮桥团第1浮桥工兵纵队
- 第402浮桥团第2浮桥工兵纵队
- 第656浮桥工兵纵队
- 第580筑路营
- 第622轻型公路建设营

1942年（六月）
- 兵团司令部
  - 第42军信号营
  - 第402军测绘排
  - 第402野战哨所排
  - 第402军补给营
  - 第402宪兵排
  - 第13防空团第1营（隶属于德国空军）
  - 第92轻型防空营（隶属于德国空军）
  - 第5野战空军防御部队
    - 空军第3歼击团第2营
    - 空军第3猎兵团第3营
    - 空军第5猎兵团第4营
- 第12步兵师
- 第30步兵师
- 第32步兵师
- 第123步兵师
- 第290步兵师
- 党卫军骷髅师